# Benkara
Benkara é um género botânico pertencente à família Rubiaceae.